# ستاره تاریک (فیلم ۱۹۷۴)
ستاره تاریک (به انگلیسی: Dark Star) عنوان فیلمی آمریکایی در سبک علمی تخیلی به نویسندگی، تهیه کنندگی و کارگردانی جان کارپنتر است. دن اوبانون دیگر نویسنده فیلمنامه می‌باشد که یکی از نقش‌های اصلی را نیز به عهده دارد. همچنین خود وی فیلم را تدوین کرده‌است - فیلم ستاره تاریک محصول سال ۱۹۷۴ است. این فیلم اولین فیلم بلند جان کارپنتر است. کارپنتر موسیقی فیلم را نیز ساخته است.

## نسخه دی‌وی‌دی
در سال ۲۰۱۰، نسخه دی‌وی‌دی این فیلم عرضه گشت.